# Angelina Mango
Angelina Mango, née le 10 avril 2001, est une auteure-compositrice-interprète et rappeuse italienne. En 2023, elle participe à la vingt-deuxième édition du concours de talents Amici di Maria De Filippi, terminant deuxième et remportant la catégorie chant et le Prix Lunezia pour la valeur musico-littéraire de la chanson Ci pensiamo domani. Elle remporte le Festival de musique de Sanremo 2024 avec sa chanson La noia et a représenté l'Italie au Concours Eurovision de la chanson 2024.

## Biographie

### 2001−2019: Jeunesse
Angelina Mango est née le 10 avril 2001 à Maratea, dans la province de Potenza, en Basilicate, de Laura Valente, ancienne chanteuse de Matia Bazar, et de Giuseppe Mango, simplement connu sous le nom de Mango,,,. Elle grandit à Lagonegro, également dans la province de Potenza, avec son frère aîné Filippo Mango, né en 1995, avec qui elle partage une passion pour la musique,. Ayant grandi dans un environnement familial musical, elle apprend à chanter, à jouer du piano et de la guitare,. A 13 ans, elle réalise un duo avec son père sur Get Back des Beatles, tiré du dernier album de Mango L'amore è invisibile.
En septembre 2014, Angelina Mango s'inscrit au liceo scientifico, avant de suspendre ses études à la suite du décès de son père le 8 décembre 2014,. En 2016, elle s'installe à Milan avec sa famille, où elle poursuit ses études et commence à chanter dans un groupe avec son frère comme batteur.

### 2020-2021:Monolocale
Le 13 novembre 2020, Mango sort son premier single Va tutto bene, qui anticipait son premier EP Monolocale,,. En 2021, elle fait la première partie du Parola Tour de Giovanni Caccamo (en) et Michele Placido, Lors de la Music Week de Milan en novembre 2021. Dans la même période, elle participe aux sélections de Sanremo Giovani, mais sa chanson La tua buona colazione n'est pas sélectionnée parmi les finalistes,.

### 2022-2023: participation àAmicietVoglia di vivereEP
Après avoir signé un contrat avec Sony Music et commencé à écrire et produire de nouvelles chansons avec le producteur Enrico Bruni, Mango participe au Concerto del Primo Maggio (it) et à la Musica da bere (it) en 2022, où elle remporte le Live Award,. La même année également, elle commence à publier quelques singles, dont Formica, Walkman (produit par Tiziano Ferro) et Rituali. En septembre 2022, elle participe en tant qu'invitée à l'émission diffusée sur Rai 3 Via dei Matti nº0.

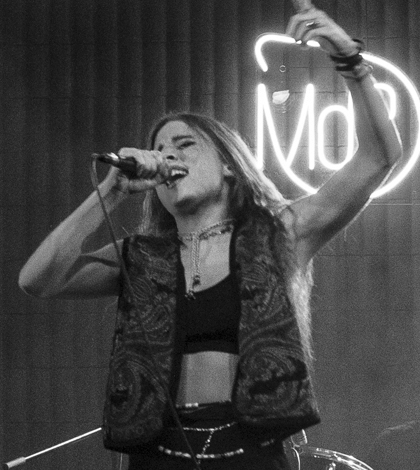
Angelina Mango chantant à Brescia en 2022.

En novembre 2022, Mango est admise comme concurrente à la vingt-deuxième édition de l'émission de talents musicaux diffusée sur Canale 5, Amici di Maria De Filippi, dans laquelle elle termine à la deuxième place et remporte la catégorie chant,. En décembre, elle fait la première partie du concert d'Elisa à l'Auditorium Parco della Musica de Rome et participe au concert diffusé sur Canale 5, Capodanno in musica,. Lors de sa participation à Amici, elle sort les singles Voglia di vivere et Mani vuote.
Le 12 mai 2023, Mango sort le single Ci pensiamo domani, qui anticipe l'EP Voglia di vivere, sorti le 19 mai 2023. Ci pensiamo domani atteint le top dix du classement des singles et est certifié triple platine pour des ventes supérieures à 300 000 exemplaires. L'EP fait ses débuts au numéro deux du classement des albums italiens et est certifié disque d'or pour des ventes supérieures à 25 000 exemplaires,. En juin et juillet 2023, elle participe à certains festivals organisés par les grandes chaînes de radio et de télévision nationales, dont Battiti Live et TIM Summer Hits,,. Le 6 octobre 2023, elle sort le single Che t'o dico a fa', qui atteint la deuxième place du classement des singles italiens et est certifié platine.

### 2024: Festival de musique de Sanremo et Concours Eurovision de la chanson

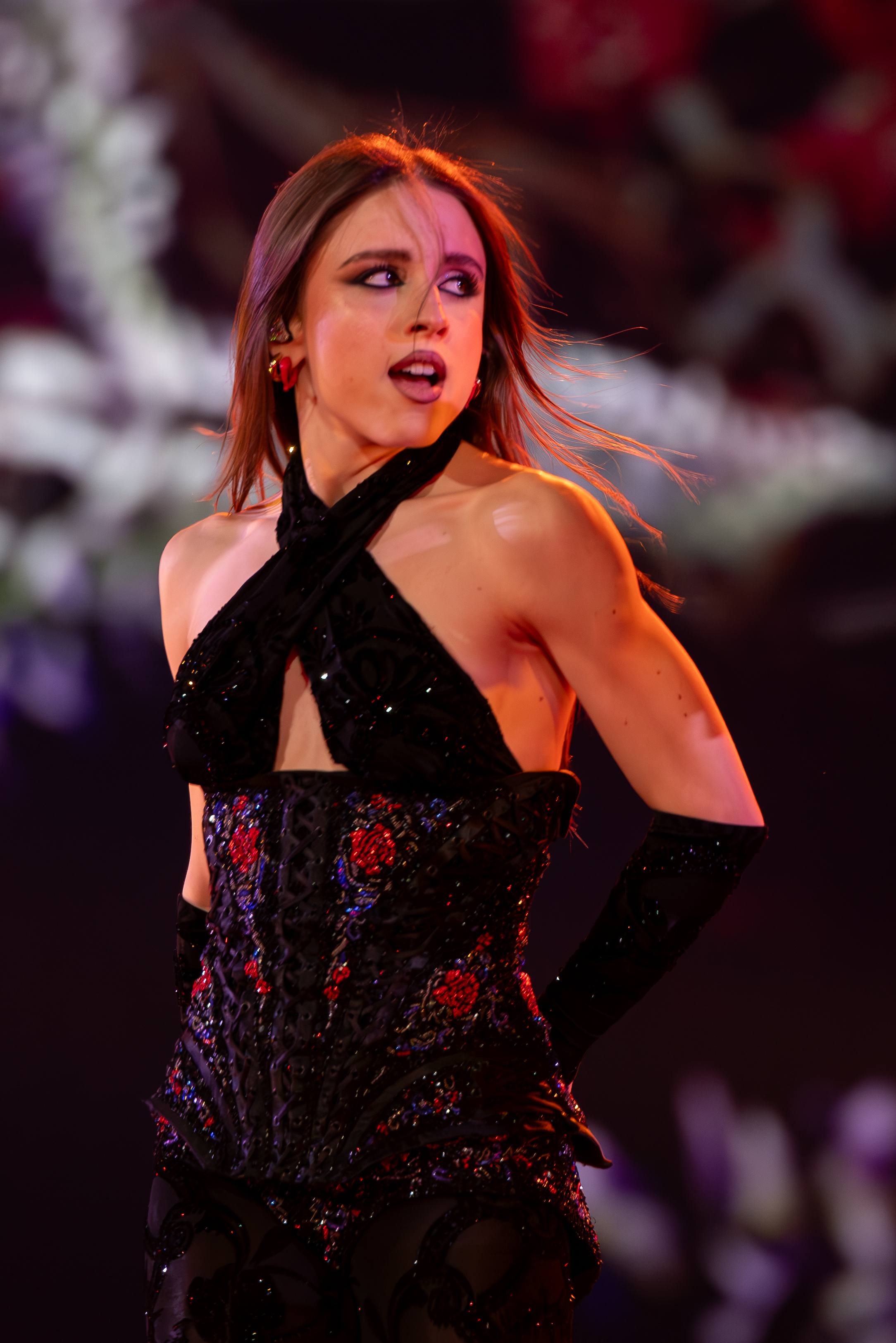
Angelina Mango lors du Concours Eurovision 2024.

Angelina Mango participe et remporte le Festival de Musique de Sanremo 2024 avec la chanson La noia,. Au lendemain de sa victoire, elle confirme qu'elle représentera l'Italie au Concours Eurovision de la chanson 2024. Ainsi, le 11 mai 2024, elle se classe 7e de la finale du Concours avec 268 points. 

## Discographie

### Albums studio
| Année | Titre          | Meilleure position | Certifications  |
| Année | Titre          | ITA                | Certifications  |
| ----- | -------------- | ------------------ | --------------- |
| 2024  | Poké melodrama | 1                  | - FIMI: Platine |

### EP's
| Année | Titre            | Meilleure position | Certifications  |
| Année | Titre            | ITA                | Certifications  |
| ----- | ---------------- | ------------------ | --------------- |
| 2020  | Monolocale       | —                  |                 |
| 2023  | Voglia di vivere | 2                  | - FIMI: Platine |

### Singles
| Titre                                                                           | Année                                | Meilleure position | Certifications                   | Album            |
| Titre                                                                           | Année                                | ITA                | Certifications                   | Album            |
| ------------------------------------------------------------------------------- | ------------------------------------ | ------------------ | -------------------------------- | ---------------- |
| 2022                                                                            | Formica                              | —                  |                                  | /                |
| 2022                                                                            | Walkman                              | —                  |                                  | /                |
| 2022                                                                            | Rituali                              | —                  |                                  | /                |
| 2023                                                                            | Voglia di vivere                     | 87                 | - FIMI: Or                       | Voglia di vivere |
| 2023                                                                            | Mani vuote                           | —                  | - FIMI: Or                       | Voglia di vivere |
| 2023                                                                            | Ci pensiamo domani                   | 7                  | - FIMI: 4× Platine               | Voglia di vivere |
| 2023                                                                            | Che t'o dico a fa'                   | 2                  | - FIMI: Platine                  | Poké melodrama   |
| 2023                                                                            | Fila indiana                         | 37                 | - FIMI: Or                       | Poké melodrama   |
| 2024                                                                            | La noia                              | 4                  | - FIMI: 3× Platine - IFPI CH: Or | Poké melodrama   |
| 2024                                                                            | Melodrama                            | 16                 | - FIMI: Platine                  | Poké melodrama   |
| 2024                                                                            | Per due come noi (avec Olly et JVLI) | 1                  | - FIMI: 2× Platine               | Tutta vita       |
| "—" denote un single qui n'est pas entré dans le classement ou n'est pas sorti. |                                      |                    |                                  |                  |

### Collaborations
| Année | Titre          | Meilleure position | Auteurs                                           | Album                       |
| Année | Titre          | ITA                | Auteurs                                           | Album                       |
| ----- | -------------- | ------------------ | ------------------------------------------------- | --------------------------- |
| 2014  | Get Back       | —                  | Mango ft. Angelina Mango,                         | L'amore è invisible         |
| 2024  | Piove forte    | —                  | Stabber ft. Angelina Mango, Gemitaiz et YungSnapp | Trueno                      |
| 2024  | Angelo custode | 19                 | Tedua ft. Angelina Mango                          | La Divina Commedia (Deluxe) |
| 2024  | Senso di colpa | —                  | Dani Faiv ft. Angelina Mango                      | Ultimo Piano B              |

## Autres chansons classées
| Année | Titre                            | Meilleure position | Album          |
| Année | Titre                            | ITA                | Album          |
| ----- | -------------------------------- | ------------------ | -------------- |
| 2024  | Uguale a me (avec Marco Mengoni) | 50                 | Poké melodrama |

## Télévision
| Année     | Titre                     | Réseau  | Rôle        | Remarques                        |
| --------- | ------------------------- | ------- | ----------- | -------------------------------- |
| 2022-2023 | Amici di Maria De Filippi | Canal 5 | Concurrente | Gagnante de la catégorie chant   |
| 2024      | Festival de Sanremo 2024  | Rai 1   | Concurrente | Gagnante avec la chanson La noia |